# Russell Brown (Politiker, 1951)

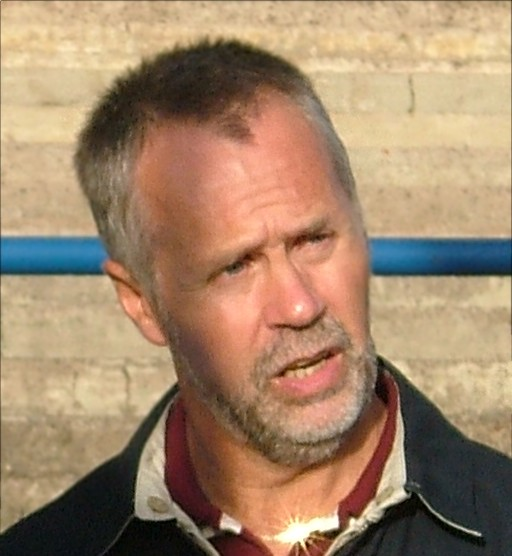
Russell Brown

Russell Leslie Brown (* 17. September 1951 in Annan) ist ein schottischer Politiker der Labour Party.

## Leben
Brown wuchs in Annan auf. Nach seiner Schulzeit, unter anderem besuchte er die Annan Academy, war er 23 Jahre lang für ICI tätig und trat dort der Transport and General Workers’ Union bei. Er lebt mit seiner Ehefrau Christine in Annan. Das Paar hat zwei Töchter, Sarah und Gillian.

## Politischer Werdegang
Infolge seines gewerkschaftlichen Engagements trat Brown 1978 in die Labour Party ein. In den 1980er und 1990er Jahren vertrat er die Partei im Rat von Dumfries and Galloway. Bei den Unterhauswahlen 1997 trat Brown erstmals zu Wahlen auf nationaler Ebene an. Er bewarb sich um das Mandat seines Heimatwahlkreises Dumfries. Er setzte sich unter anderem gegen den Konservativen Struan Stevenson durch und sicherte der Labour Party damit erstmals das Mandat dieses Wahlkreises, dessen Geschichte lückenlos bis in das Jahr 1708 zurückreicht.
Bei den folgenden Unterhauswahlen 2001 hielt Brown sein Mandat und konnte dabei seinen Stimmenanteil um 1,4 % auf 48,9 % ausbauen. In dieser Wahlperiode wurde Brown zunächst als Parliamentary Private Secretary des Vorsitzenden des House of Lords, Gareth Wyn Williams, Baron Williams of Mostyn, bestellt. Infolge der Irakpolitik gab Brown jedoch 2003, wie verschiedene weitere Labour-Abgeordnete, diese Position auf.
Im Zuge der Wahlkreisrevision wurde der Wahlkreis Dumfries zum Ende der Wahlperiode aufgelöst. Brown kandidierte daher bei den Wahlen 2005 im neugeschaffenen Wahlkreis Dumfries and Galloway, in dem weite Teile des alten Wahlkreises aufgegangen waren. Er setzte sich unter anderem gegen den Konservativen Peter Duncan durch, den er auch bei den folgenden Unterhauswahlen 2010 auf den zweiten Platz verweisen konnte. Abermals erhielt Brown eine Position als Parliamentary Private Secretary, diesmal im Schottlandministerium sukzessive unter den Ministern Alistair Darling, Douglas Alexander sowie Des Browne.
Nach massiven Stimmgewinnen der SNP verlor Brown seinen Parlamentssitz bei den folgenden Unterhauswahlen 2015 und schied aus dem britischen Unterhaus aus. Das Mandat ging an den SNP-Kandidaten Richard Arkless.